# Ornithogalum constrictum
Ornithogalum constrictum är en sparrisväxtart som beskrevs av Frances Margaret Leighton. Ornithogalum constrictum ingår i släktet stjärnlökar, och familjen sparrisväxter. Inga underarter finns listade i Catalogue of Life.